# Republikanerne (Tyskland)
 For alternative betydninger, se Republikanerne. (Se også artikler, som begynder med Republikanerne)
Republikanerne (Die Republikaner, REP) er et højreorienteret politisk parti i Tyskland. Det er særlig optaget af indvandringspolitik. Det blev grundlagt i 1983 af tidligere CSU-politikere Franz Handlos og Eckhard Voigt. Det ledes i dag af Johann Gärtner. I 1980'erne havde partiet flere sæder i Europa-parlamentet samt i parlamentetet i den tyske delstat Baden-Württemberg. For tiden opnår partiet omkring 1% ved valg, dermed falder det under spærregrænsen på 5% i nationale valg.